# Simone Briese-Baetke
Simone Briese-Baetke (* 2. April 1966) ist eine deutsche Rollstuhlfechterin in den Disziplinen Degen, Florett und Säbel.

## Leben
Die an Multipler Sklerose erkrankte und querschnittsgelähmte Sportlerin startete ihre sportliche Laufbahn beim TUS Makkabi Rostock. Später wechselte sie zum Fecht-Club Tauberbischofsheim. Briese-Baetke ficht mit Degen, Florett und Säbel und ist mehrfache Weltcupsiegerin, Europameisterin 2009 mit dem Degen, Bronzemedaillengewinnerin 2010 und 2011 bei der Weltmeisterschaft. Bei den Sommer-Paralympics 2012 in London gewann sie die Silbermedaille.
Für den Gewinn der Silbermedaille erhielt sie am 7. November 2012 das Silberne Lorbeerblatt.
2013 bei den Weltmeisterschaften in Budapest verlor sie erst im Florett-Halbfinale gegen die Paralympicssiegerin von 2012 Yao Fang mit 6:15 und erhielt die Bronzemedaille.

## Erfolge
- WM 2013: Bronze Florett

- Paralympics 2012: Silber Degen

- Weltcup 2011: Gold Florett, Bronze Degen
- Weltcup 2010: Gold Degen, Silber Florett
- Weltcup 2009: Silber Degen
- Weltcup 2008: Gold, Bronze Degen

- Europameisterschaft 2009: Gold Degen, Gold Degen-Mannschaft

- Deutsche Meisterschaft 2009: Gold Degen, Gold Florett